# Iso Rytkynjärvi
Iso Rytkynjärvi är en sjö i kommunen Haapavesi i landskapet Norra Österbotten i Finland. Sjön ligger 110,5 meter över havet. Arean är 71 hektar och strandlinjen är 4,17 kilometer lång. Sjön  ingår i Pyhäjoki älvs huvudavrinningsområde.   Den ligger omkring 98 kilometer söder om Uleåborg och omkring 440 kilometer norr om Helsingfors. 